# 名称
名稱（或名字）即对一切事物、概念、感觉给定的标签，以便区分不同事物、同一事物的不同个体，分为人名和事物名称。

## 人名
姓名为姓氏和名字的合称，雅称“尊姓大名”。
- 姓氏，中文中对“姓”和“氏”的合称。
- 名字，中文中对“名”和“字”的合称，也可以指人的“名”、“字”和“号”的合称，现代汉语中多指“姓名”。
- 名，即指人名。
- 訓名，指旧时儿童入学受教育时由师长取来供老师称呼的名字。
- 号，为名、字以外的特别称呼。

## 事物名称
事物名称指对自然界一切事物分别给予的称谓。
- 人类
  - 学术和科学
  - 社会
- 生物
  - 动物
  - 植物：學名的規範請參閱國際植物命名法規。
  - 微生物
- 矿物

## 外部連結
- 中文姓名產生器（页面存档备份，存于）